# Jugovac
Jugovac is een plaats in de gemeente Žakanje in de Kroatische provincie Karlovac. De plaats telt 24 inwoners (2001).